# Fulgu
Fulgu – wieś w Rumunii, w okręgu Vaslui, w gminie Puiești. W 2011 roku liczyła 170 mieszkańców.